# Regionalwahl in Kampanien 1975
Die Regionalwahl in Kampanien 1975 fand am 15. und 16. Juni statt.

## Wahlergebnis
| Listen            | Listen                                        | Stimmen   | %    | Mandate |
| ----------------- | --------------------------------------------- | --------- | ---- | ------- |
|                   | Democrazia Cristiana                          | 1.067.753 | 36,7 | 23      |
|                   | Partito Comunista Italiano                    | 788.997   | 27,1 | 16      |
|                   | Movimento Sociale Italiano – Destra Nazionale | 354.056   | 12,2 | 7       |
|                   | Partito Socialista Italiano                   | 301.923   | 10,4 | 6       |
|                   | Partito Socialista Democratico Italiano       | 191.544   | 6,6  | 4       |
|                   | Partito Repubblicano Italiano                 | 105.701   | 3,6  | 2       |
|                   | Partito Liberale Italiano                     | 60.545    | 2,1  | 1       |
|                   | Democrazia Proletaria                         | 32.697    | 1,1  | 1       |
|                   | Sinistra Indipendente                         | 7.880     | 0,3  | –       |
| Gesamt            | Gesamt                                        | 2.911.096 | 100  | 60      |
|                   |                                               |           |      |         |
| Ungültige Stimmen | Ungültige Stimmen                             | 141.852   | 4,6  |         |
| Wähler            | Wähler                                        | 3.052.948 | 87,3 |         |
| Wahlberechtigte   | Wahlberechtigte                               | 3.495.555 |      |         |